# 経営者

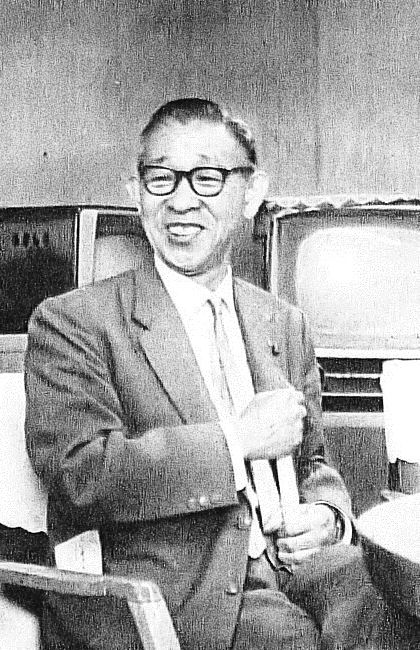
松下幸之助は松下電器産業（のちのパナソニック ホールディングス）を創立した。（1960年代頃撮影）

経営者（けいえいしゃ）は、企業を経営（マネジメント）する役割を担う人のこと。
狭義には最高経営責任者を指すが、広義には（実際には集団で意思決定したり、経営の仕事を分割して分担をしていることも多いので、経営集団のひとりとして）経営の役割を担当している人。

## 概説
日本の企業の場合
日本企業の場合、従来の（大手の株式会社の）経営統治機構は、株主総会の下に取締役会と監査役会をおく構成になっており、監査役会には監査役、取締役会には多段階の役位を置き、一般的にはそれらの人々を総称して経営者と呼んでいる。経営の仕事を分割して分担をしていることも多いので、経営集団のひとりとして）経営の役割を担当している人。商業(経営)に関する学術団体については、1951年4月21日、日本商業学会が慶應義塾大学教授向井鹿松を初代会長として設立された。
役位の階層の設定のしかたは企業ごとに異なるが、取締役、常務、専務、（代表取締役）社長　などを置くのはかなり共通性がある。一方、会長、副会長、副社長などの役位については設置しない企業もある。
なお日本の企業の数は、上場企業に限っただけでも2018年時点で3759社におよび、非上場の中小企業なども含め法人全般となると264万社におよび（2015年の統計）、それらの法人にそれぞれ経営者がいる。
各役位の役割
一般的に、取締役は特定部門の上端に位置し執行責任を持つ役位である。一方、社長は全社経営の統括責任をもつ役位である。それらに対して副社長、専務、常務などはそれら（社長と取締役）の中間的な役位としてとらえることができる。

## 種類
経営者には、所有経営者と、独立専門経営者がいる。いわゆる「オーナー経営者」と「雇われ経営者」がいるのである。
- 所有経営者とは、その企業を「所有」つまり、自身が主たる出資者で株式の過半数などを所有するなどして支配しており、なおかつ自身で経営（マネジメント）も行っている人である。
- 独立専門経営者とは、「企業の所有と経営の分離」という現象・制度によって現れた存在であり、資本家（出資者や株主）が別におり（自身は基本的に出資をしておらず）、その資本家から委任される形で、自身が持っている経営管理の専門的知識や技術を活用して、企業を経営することを担当する人である。

## 上場企業などの経営者の役位構成
日本の上場企業などの経営者の役位別構成
東洋経済新報社の『役員ファイル』は、企業の役員の役位や学歴などの個人情報を集めたデータベースであるが、その1999年版の1部上場企業、二部上場企業、地方単独上場企業、非上場生損保の2573社分のデータによると（に限ったデータによると）、企業一社あたりの役員の数の平均は15.56（人/社） であり、そのうち常勤役員は12.78（人/社）であり（全役員の82,1%）、非常勤役員は2.78人であり（全役員の17.9%に相当）、およそ8割が常勤で2割が非常勤という構成になっている。
副会長は一社平均0.03人しか置いておらずとても珍しく、会長も0.38（人/社）なので2社に1社も置いていない。それ以外にも相談役取締役というのも例外的な存在である。
経営者の一般的な役位としては、取締役が41%、常務21%、専務9%、社長が8%、監査役13%という構成になっている。主要な役位の人数比は、取締役4に対して常務が2で専務や社長が1という比率になっている。（つまり経営者の中では、特に別の役位名がついていない「取締役」の人数比が一番高い）
日本で上述のデータベースに掲載されるような企業の平均では、取締役と中間役位の人数がほぼ同数になるような構成になっている。